# Municipio Michelena
Michelena es uno de los 29 municipios del Estado Táchira en los Andes del país sudamericano de Venezuela. Su capital es Michelena, fundada el 4 de marzo de 1849 por el Presbítero y doctor José Amando Pérez.
El municipio cuenta con un centro urbano y 51 centros rurales, en cuanto a su relieve su topografía es variada. Su temperatura oscila entre los 17 y 24 °C; su vegetación predomina el bosque húmedo de montaña. En cuanto a su hidrografía, Michelena cuenta con el Río Angaraveca y las Quebradas Lobatera, la Jalapa y el Salado.

## Geografía

### Límites
Sus límites son por el norte con el Municipio Ayacucho y Municipio José María Vargas, por el este con el Municipio José María Vargas y Municipio Andrés Bello, por el sur con el Municipio Lobatera, por el oeste con el Municipio Lobatera y Municipio Ayacucho.

### Organización parroquial
El municipio Michelena cuenta con una (01) parroquia de nombre homónimo, con su capital Michelena. 
| Parroquia           | Superficie | Población   | Densidad       | Capital   |
| ------------------- | ---------- | ----------- | -------------- | --------- |
| 1.) Michelena       | km²        | hab.        | hab./km²       | Michelena |
| Municipio Michelena | 135 km²    | 21.710 hab. | 144,0 hab./km² | Michelena |

## Economía
La economía municipal se centra en los siguientes sectores:

### Industria
Con respecto al sector industrial, el Municipio Michelena cuenta con fábricas de calzado, cerámica, pitillos, caramelos y carrocerías michelena

### Agricultura
La actividad agrícola más desarrollada en el municipio es, según la Oficina de Estadísticas del Ministerio de Producción y Comercio (julio de 2002), los cereales y leguminosas con 111 hectáreas sembradas, aportando un 24 % a la producción del Estado Táchira, caraota con 64 hectáreas sembradas y aportando un 13 % a la producción del Estado Táchira.

### Turismo
En cuanto al aspecto económico Michelena hace uso de su atractivo turístico, teniendo muy cerca el páramo y con ello se ha ideado la creación de un corredor turístico denominado El Corredor Turístico de las Rosas, donde el turista puede saborear dulces típicos de la región, así como bebidas, la mermelada y vino de rosas.
Cabe destacar que para hacer el recorrido por El Corredor Turístico de las Rosas se cuenta con el autobús el cual sale desde El Tejar (tasca) hasta La Última Troja, se cuenta con un vehículo llamado Rosalinda, el cual se diseñó con la finalidad de que los turistas y visitantes puedan apreciar los hermosos paisajes andinos.
- La capilla del Tabor.
- La Casa natal de Marcos Pérez Jiménez, sede de la Sociedad Bolivariana del municipio.
- La Casa de la Cultura Don Vicente Becerra Pérez.

## Salud
El municipio tiene dos Ambulatorios importantes, entre varios otros, estos son:
- El Ambulatorio I inaugurado en 1988 (hoy Centro de Diagnóstico Integral CDI).
- El Ambulatorio Urbano II de la Corporación de Salud del Estado Táchira.

## Energía

### Eléctrica
La jurisdicción depende de una planta que se encuentra ubicada en La Fría, denominada La Termoeléctrica. Como en casi toda Venezuela, Michelena cuenta con Internet.

## Educación

### Media
- Unidad Educativa Nacional “Camilo Prada”.
- Unidad Educativa Nacional Nocturna.
- Unidad Educativa Colegio [Juan Pablo II].
- Colegio Doña Mery Morales de Zambrano.
- Unidad Educativa Colegio Pbro. José Lucio Becerra Pérez.

### Superior
- Instituto Universitario de Tecnología Agroindustrial Región Los Andes
- Academia Técnica Militar (Núcleo Guardia Nacional Bolivariana)
- Misión Sucre

## Medios de comunicación

### Radio
- 98.3 FM. Nombre: Innovación.La radio de Michelena
- CONEXION 943WEB (RADIO ONLINE)
- COMUNERA 99.9 FM La Radio del Poder Popular
- ESPECIALÍSIMA 89.9 FM

## Política y gobierno

### Alcaldes
| Período     | Alcalde               | Partido político / Alianza | % de votos | Notas |
| ----------- | --------------------- | -------------------------- | ---------- | --- |
| 1989 - 1992 | Fidel Castro Rosales  |                            | 47,17      | Primer alcalde bajo elecciones directas |
| 1992 - 1995 | Luis Enrique Pineda   |                            | 35,79      | Segundo alcalde bajo elecciones directas |
| 1995 - 2000 | José Wilfrido Cardozo |                            | -          | Tercer alcalde bajo elecciones directas (se realizaron elecciones generales adelantadas en el 2000 debido a la aprobación de la Constitución de 1999) |
| 2000 - 2004 | Ely Pernia            |                            | 31,14      | Cuarto alcalde bajo elecciones directas |
| 2004 - 2008 | Ely Pernia            |                            | 36,71      | Reelecto |
| 2008 - 2013 | Fernando Andrade Roa  |                            | 54,82      | Quinto alcalde bajo elecciones directas (se postergan 1 año las elecciones municipales pautadas para finales del 2012)                                |
| 2013 - 2017 | Fernando Andrade Roa  |                            | 54,41      | Reelecto |
| 2017 - 2021 | Ely Pernia            |                            | 56,34      | Sexto alcalde bajo elecciones directas |
| 2021 - 2025 | Yhon Méndez           |                            | 40,10      | Séptimo alcalde bajo elecciones directas |

### Concejo municipal
Periodo 1989 - 1992
| Concejales:           | Partido político / Alianza |
| --------------------- | -------------------------- |
| Luis Enrique Pineda   | AD                         |
| José Duque Casanova   | AD                         |
| Freddy Vivas          | AD                         |
| José Wilfrido Cardozo | COPEI                      |
| Jesús Roa Rosales     | COPEI                      |

Período 1992 - 1995
| Concejales:          | Partido político / Alianza |
| -------------------- | -------------------------- |
| Victoriano Pérez     | AD                         |
| Fidel Castro Rosales | AD                         |
| Amalia Medina        | COPEI                      |
| Luis Pérez           | COPEI                      |
| Flor Caldenas        | GEM                        |

Período 1995 - 2000
| Concejales:       | Partido político / Alianza |
| ----------------- | -------------------------- |
| Rigoberto Rampaly | COPEI                      |
| Amalia Medina     | COPEI                      |
| Blanca Rivas      | COPEI                      |
| Dorila Chacón     | AD                         |
| Ely Pernía        | MAS                        |

Período 2000 - 2005
| Concejales:     | Partido político / Alianza |
| --------------- | -------------------------- |
| Jesus Sánchez   | MVR                        |
| José Sánchez    | MAS                        |
| Alvaro Moreno   | PPT                        |
| José Rosales    | COPEI                      |
| Wilberto Medina | IP                         |

Período 2005 - 2013
| Concejales:          | Partido político / Alianza |
| -------------------- | -------------------------- |
| Luis Rosales         | PODEMOS                    |
| José Sánchez         | PODEMOS                    |
| Coromoto Pernía      | PODEMOS                    |
| Cesar Berbesi        | MVR                        |
| Luis Medina          | PCV                        |
| Alvaro Moreno        | PPT                        |
| Fernando Andrade Roa | COPEI                      |

Período 2013 - 2018
| Concejales:       | Partido político / Alianza |
| ----------------- | -------------------------- |
| Ernesto Rampaly   | MUD                        |
| Johnny Colmenares | MUD                        |
| Juan Arellano     | MUD                        |
| Jesús Mora        | MUD                        |
| Raúl Medina       | MUD                        |
| John Méndez       | MUD                        |
| Kerly Campo       | PSUV                       |

Período 2018 - 2021
| Concejales        | Partido político / Alianza |
| ----------------- | -------------------------- |
| Luis Gomez        | PSUV                       |
| Nolis Rosales     | PSUV                       |
| Yackelline Garcia | PSUV                       |
| José Moreno       | PSUV                       |
| Franklin Morales  | PSUV                       |
| Yuberlinn Urbina  | PSUV                       |
| Yovany Ropero     | PSUV                       |

Período 2021 - 2025
| Concejales      | Partido político / Alianza |
| --------------- | -------------------------- |
| Maribel Figuera | MUD                        |
| Maryory Prisco  | MUD                        |
| Ysrael Mora     | MUD                        |
| Ernesto Rampaly | MUD                        |
| Carlos Chavez   | PSUV                       |
| Jairo Cardoza   | PSUV                       |
| Miriam Rosales  | PSUV                       |